# Chiribiri
Chiribiri était un fabricant d'automobiles type voiturettes et de moteurs d'avions italien durant les années 1910 et 1920.
Les fondateurs de l'entreprise Fabbrica Torinese Velivoli Chiribiri & C. implantée à Turin sont le Vénitien Antonio "Papa" Chiribiri (né en 1865), Maurizio Ramassotto, et l'ingénieur Gaudenzio Verga. En 1925, elle prend le nom d'Auto Costruzioni Meccaniche Chiribiri.

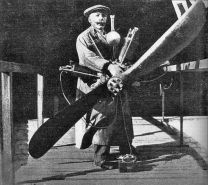
Antonio Chiribiri, tenant une hélice de moteur d'avion Miller.

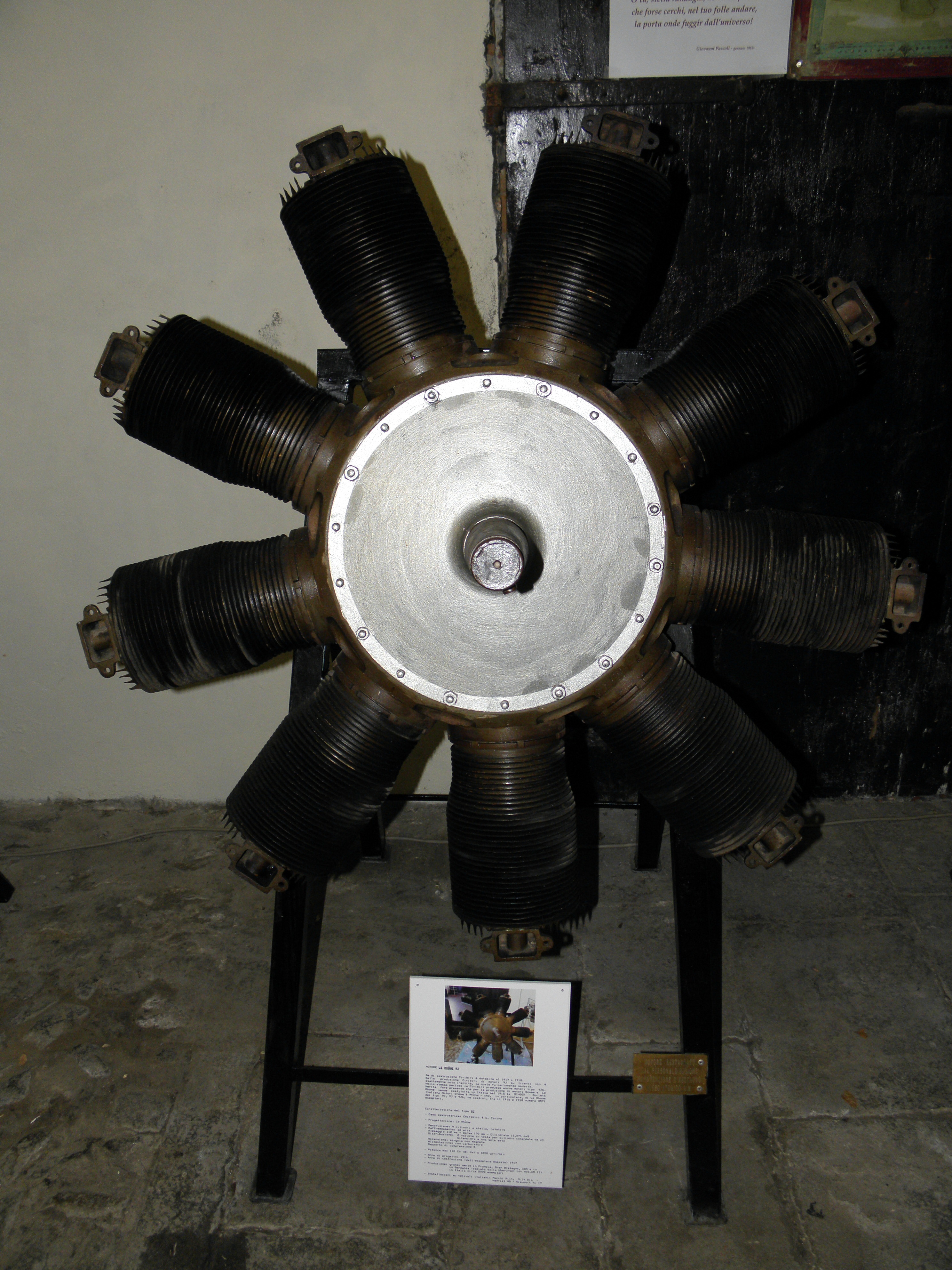
Motor rotatif Le Rhône 9J 110CV de production Chiribiri (Museo dell'aria e dello spazio de San Pelagio).

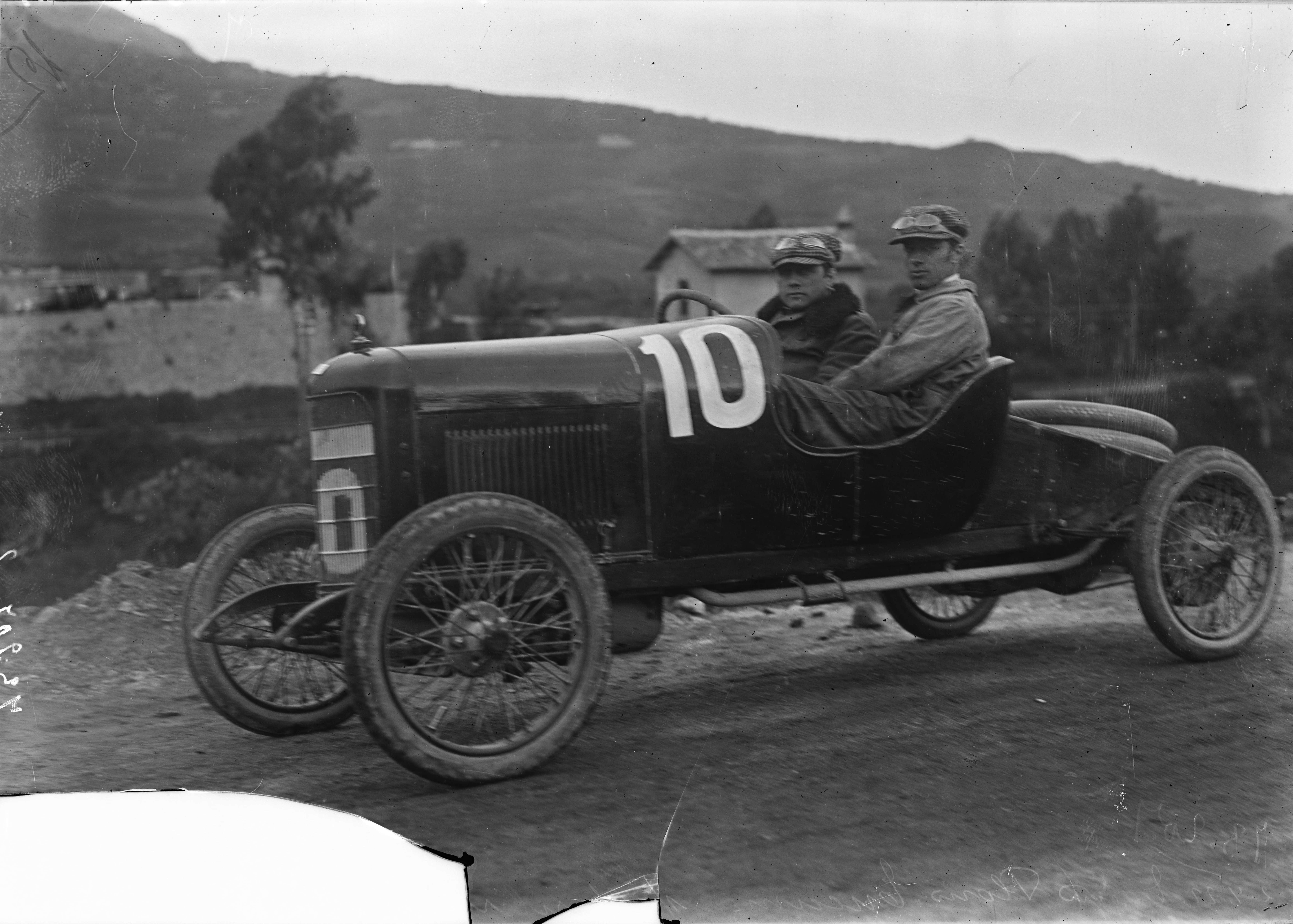
Mario Tuccimei à la Targa Florio 1922, sur Chiribiri "Roma 5000" (unique représentant).

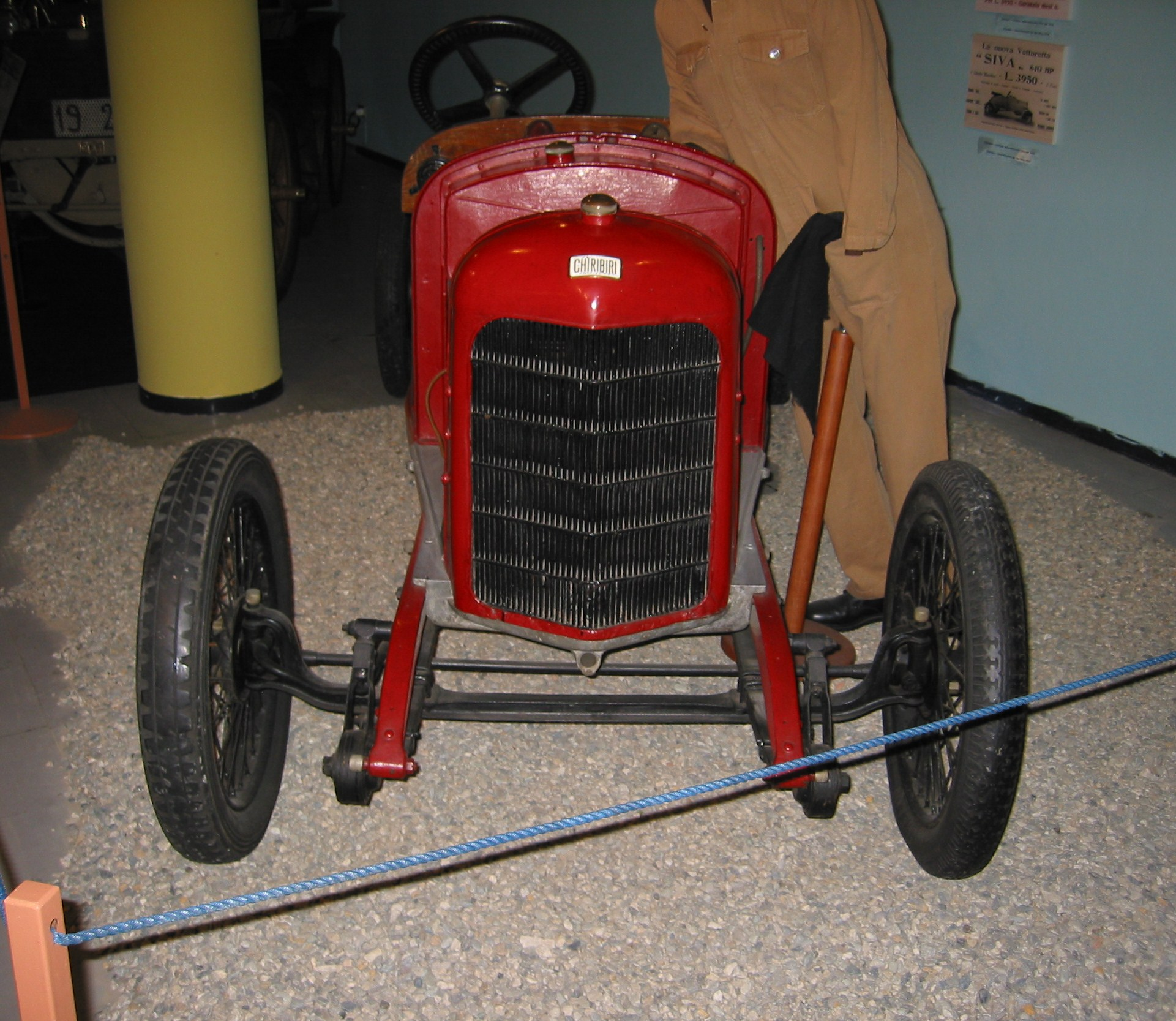
Une Chiribiri "type Monza" de 1924.

## Histoire
Chiribiri commence par travailler dans une petite usine de mécanique à Florence, rapidement quittée pour être employé par  Züst puis par Isotta Fraschini, comme technicien automobile. En 1909 il rejoint le fabricant aéronautique Miller Aircraft à Turin, chez lequel il est dessinateur industriel.
En 1910 Chiribiri fonde sa propre firme de pièces de rechange et d'accessoires pour l'aviation, nommée Fabrica Torinese Velivoli Chiribiri & C. En juillet 1912 décolle le "Chiribiri no 5", un avion monoplan de deux places entièrement réalisé par l'entreprise. Ses mesures sont de 7,3 m de longueur pour 9,4 m d'envergure. Il pèse 350 kg et vole à 90 km/h. Alors que Chiribiri a obtenu une licence pour fabriquer cent moteurs aéronautiques destinés au français Gnome et Rhône, sa production aéronautique s'arrête. Il ouvre alors une "école de pilotage" au sein même de l'usine, qui forme des pilotes qui voleront bientôt régulièrement durant le premier conflit mondial. En 1912, un Chiribiri à moteur Fiat 7,0 l de 300 HP pouvant atteindre les 300 km/h bat le record mondial du kilomètre départ lancé. En tout 15 monoplans Chiribiri sont construits de 1912 à 1913.
La production automobile démarre quant à elle en 1914, quand le riche propriétaire terrien Gustavo Brunetta d'Usseaux commande 100 exemplaires de la Siva, une voiture économique équipée d'un moteur de 1,0 l. Cependant il se retire de l'affaire, et Chiribiri en supporte seul le poids financier. En 1915 démarre une deuxième production de voitures de série, avec un châssis plus grand et un moteur de 1,3 l 12 HP (9 kW), qui continue durant toute la guerre. Au Salon de l'automobile de Paris 1919, l'entreprise lance sa Milano quatre places décapotable, produite jusqu'en 1922 avec un moteur de 1,6 l. 15HP à soupapes latérales. Elle est alors remplacée par la Roma 5 000 1,5 l 25 CV à 3 200 tr/min, capable d'atteindre les 100 km/h, aux versions Touring et Sport équipées d'un double arbre à cames. Cette voiture est à son tour transformée pour devenir la Monza torpedo de quatre places Touring, éventuellement transformable en une version Racing pouvant être équipée d'un compresseur, la Monza GT 12/16.
Amadeo « Deo »-son pseudonyme de course- Chiribiri dispute sa première épreuve en Grand Prix le 22 mai 1921 au Ier Circuit de Garde (5e), avec alors également dans l'équipe I'inglese Scalese Jim E. Scales (1886-1962) et Alete Marconcini. Les frères Maserati et Tazio Nuvolari pilotent pour la marque en 1923 (Nuvolari encore en 1924), Rodolfo Caruso et le français Aimé Vassiaux en 1924 (et 1925 pour ce dernier à Miramas). Luigi Platé reste fidèle à l'entreprise jusqu'à sa dernière année d'apparition en compétition, en 1928.
En 1923, une nouvelle voiture routière sort soit avec un moteur déjà usité de 45 CV (soit 33 kW), mais surtout avec un nouveau bloc de 65 CV (48 kW), produisant 5 000 tr/min. La même année, le 9 février sur la longue ligne droite reliant Milan à Monza, "Deo" bat le record du monde du kilomètre départ lancé à 162,963 km/h pour la catégorie moins de 1 500 cm3 à bord de la nouvelle Tipo Ada, qu'Antonio Chiribiri renomme Tipo Monza le lendemain du succès.
En 1925 la société est réorganisée, prenant le nom d'Auto Costruzioni Meccaniche Chiribiri. La même année un compresseur est posé sur le moteur de 65 CV, qui passe alors à 95 CV (70 kW) à 5 700 tr/min, permettant ainsi d'atteindre les 180 km/h.
En 1926, le mécanicien embarqué de la marque Piroli est tué sur le circuit de l'AVÜS, le 6 juillet.
Malgré les excellentes performances de ses moteurs d'avions, mais devant les ventes médiocres de sa Milano et le poussif démarrage de ses voitures diesel arrivées en 1927, ainsi que la même année de la vente de ses moteurs industriels, la société Chiribiri cesse d'exister le 3 septembre 1929, en pleine crise financière mondiale. Ses actifs sont alors revendus à Lancia.
Antonio Chiribiri meurt en avril 1943. Son fils Amedeo (né en 1898) et sa fille Ada auront été ses plus proches collaborateurs, gagnant tous deux aussi quelques courses pour la marque de leur père (rallyes, côtes…).

## Palmarès

### Titre
- Alete Marconcini champion d'Italie 1924 de vitesse, sur ChiriBiri 12/16, pour ses trois victoires aux circuits di Belfiore, di Cremona et del Montenero.

### Grand Prix
- Grand Prix
  - Première Coppa delle Cascine 1921 ("Deo", en Formule libre).
- Vainqueur Voiturettes :
  - Circuito del Belfiore 1924 (Alete Marconcini sur Chiribiri 12/16, 2e au général, et mailleur temps au tour)
  - Circuito del Savio 1924 (Tazio Nuvolari sur Chiribiri 12/16, 2e au général)
  - Premier Circuito del Polesine 1924 (Tazio Nuvolari sur Chiribiri 12/16, 2e au général)
  - Circuito di Cremona 1924 (Alete Marconcini sur Chiribiri 12/16, 2e au général)
  - Circuito del Montenero 1924 (Alete Marconcini sur Chiribiri 12/16, 3e au général)
  - Circuito del Mugello 1924 ("Nino" sur Chiribiri 12/16, 6e au général)
  - Coupe de Pérouse 1924 (Rodlofo Caruso sur Chiribiri 12/16)
  - Circuito del Savio 1925 (Luigi Platé sur Chiribiri 12/16, 4e au général)
  - Première Coppa Vinci 1925 (Luigi Platé sur Chiribiri 12/16, 6e au général)
  - Circuit de Garde 1925 (Roberto Serboli sur Chiribiri 12/16, 3e au général)
  - Circuito Apuano 1925 (Alberto Panerai sur Chiribiri 12/16, 3e au général)
  - Circuit du Pozzo 1926 (Roberto Serboli sur Chiribiri 12/16 suivi de son équipier Tommaso Saccomani, 3e au général)
  - Gran Premio di Tripoli 1926 (Luigi Platé sur Chiribiri 12/16, 4e au général)
  - Circuito del Savio 1926 (Roberto Serboli sur Chiribiri 12/16, 6e au général)
  - Circuito del Montenero 1926 (Federico Valpreda sur Chiribiri 12/16, 6e au général)
  - Circuito di Alessandria 1927 (Federico Valpreda sur Chiribiri 12/16, 2e au général)
- Podiums notables absolus (formule libre):
  - 2e du Premier Grand Prix de Tripoli 1925 (Luigi Platé, sur Chiribiri 12/16)
  - 3e du Grand Prix de Penya-Rhin 1922 pour Voiturettes (Mauro Ramassoto, sur Chiribiri 12/16)
  - 3e du IIIe Gran Premio delle Vetturette 1923 (Alete Marconcini, sur Chiribiri 12/16)
  - 3e du IIIe Circuit de Garde 1923 (Alete Marconcini, sur Chiribiri 12/16, meilleur temps au tour Nuvolari)
  - 3e du premier Circuito di Camaiore 1926 (Raffaello Toti, sur Chiribiri 12/16)[3].

### Sport
- Circuit de Buckow 1927 (Paul Bischoff, réservée à la catégorie 6HP).

### Courses de côte
- Aosta-Gran San Bernardo 1922 (Jack Scales, 2e victoire de la marque).
- Pontedecimo-Giovi (Genova) 1923 (Onofrio Maggi[4], sur Chiribiri Monza 1 500)
- Pontedecimo-Giovi (Genova) 1924 (Alete Marconcini, sur Chiribiri Monza 1 500)
- Weesen-Amden (Zürich) 1924 (le suisse Louis Capecchi, sur Chiribiri 1 500)
- Vittorio Veneto-Cansiglio 1925 (Roberto Serboli, sur Chiribiri 1 500)
- Montréjeau (Comminges) 1925 (le français Ané d'Ormoy, sur Chiribiri 1 500)
- Pontedecimo-Giovi (Genova) 1926 (Federico Valpreda, sur Chiribiri Monza Spinto)
- Torricelle (Verona) 1926 (Angelo Giannantonio, sur Chiribiri 1 500)[5]